# Jielong-1
Jielong-1 (chinois : 捷龙一号, également Smart Dragon-1, ou SD 1) est un microlanceur chinois développé par la filiale Chinarocket du conglomérat CASC, constructeur des fusées Longue Marche et des vaisseaux du programme Shenzhou. CASC, qui veut être présent sur le marché des micro-lanceurs dotés d'une capacité de quelques centaines de kilogrammes, complète avec cette fusée une offre qui comprenait déjà la fusée Longue Marche 11. Les deux fusées utilisent des étages à propergol solide. Elles peuvent être mises en œuvre dans un délai très court en utilisant une installation de lancement mobile. Le lanceur Jielong-1 a effectué son premier vol le 17 août 2019 en plaçant en orbite une charge utile composée de trois nano et micro-satellites développés par des sociétés commerciales.  

## Historique
Le développement de Jielong-1 a démarré officiellement en février 2018, soit 18 mois avant son premier vol orbital. La gestion du projet et les opérations de lancement sont prises en charge par Chinarocket. Celle-ci est une filiale créée par le conglomérat CASC, constructeur des lanceurs Longue Marche. 
L'objectif de cette société est de créer un micro-lanceur (charge utile de quelques centaines de kilogrammes en orbite) pouvant être mis en œuvre rapidement tout en pouvant être stocké sur de longues périodes et réactivé très peu de temps après la notification d'un besoin. Au sein de l'offre de lancement du groupe CASC, Jielong-1 vient jouer un rôle complémentaire de la fusée Longue Marche 11 (7 vols à son actif courant 2019) dont la charge utile est deux fois plus importante mais qui présente les mêmes caractéristiques (propergol solide, lancement rapide, stockage). 
Jielong-1 est le quatrième micro-lanceur chinois ayant effectué un premier vol en moins d'un an. Il a été précédé par Zhuque-2 (27 octobre 2018, échec du dernier étage), OS-M1 (27 mars 2019, échec à la suite d'une défaillance d'un gyroscope au bout de 45 secondes) et Hyperbola-1 (lancement réussi le 25 juillet).

## Caractéristiques techniques
Jielong-1 comprend quatre étages à propergol solide. Il est haut de 19,5 mètres, d'un diamètre à la base de 1,2 mètre et d'une masse au décollage de 23,1 tonnes. Il est capable de placer 150 kilogrammes sur une orbite héliosynchrone de 700 km, et 200 kg sur une orbite de même type à 500 km. Il est dérivé des programmes de missiles balistiques chinois[Lequel ?]. Le quatrième étage de la fusée et la charge utile qui lui est solidaire, présentent la particularité d'être en position inversée : la charge utile est sous le quatrième étage ce qui impose un retournement de l'étage avant sa mise à feu. Deux types de coiffe sont disponibles : 1,1 x ∅ 1,5 m ou 2,0 x ∅ 1,4 m,,.  

## Déroulement d'un lancement
Jielong-1 peut être fabriqué 6 mois après une commande et ne nécessite qu'un délai de 24 heures pour être préparé sur le site de lancement. Comme le lanceur Longue Marche 11, il est transporté jusqu'au site de lancement par un tracteur-érecteur-lanceur, véhicule qui prend en charge son érection puis sa mise à feu.   

## Historique des lancements
Le micro-lanceur Jielong-1 a effectué son premier vol le 17 août 2019 depuis la base de lancement de Jiuquan en lançant trois nano et micro-satellites développés par des sociétés commerciales : Qiancheng 01 (65 kg) qui fournit des images avec une résolution spatiale inférieure à 2 mètres, le CubeSat 8U Tianqi-2, prototype de nano-satellite de télécommunications fournisseur d'Internet des objets, et Xingshidai 5 un satellite d'observation de la Terre de 10 kilogrammes.
| Numéro | Vol | Date (UTC)         | Site de lancement | Charge utile                       | Orbite | Résultat |
| ------ | --- | ------------------ | ----------------- | ---------------------------------- | ------ | -------- |
| 1      | Y1  | 17 août 2019 04:11 | Jiuquan           | Qiancheng 01 Xingshidai 5 Tianqi 2 | SSO    | Succès   |